# Triguilho

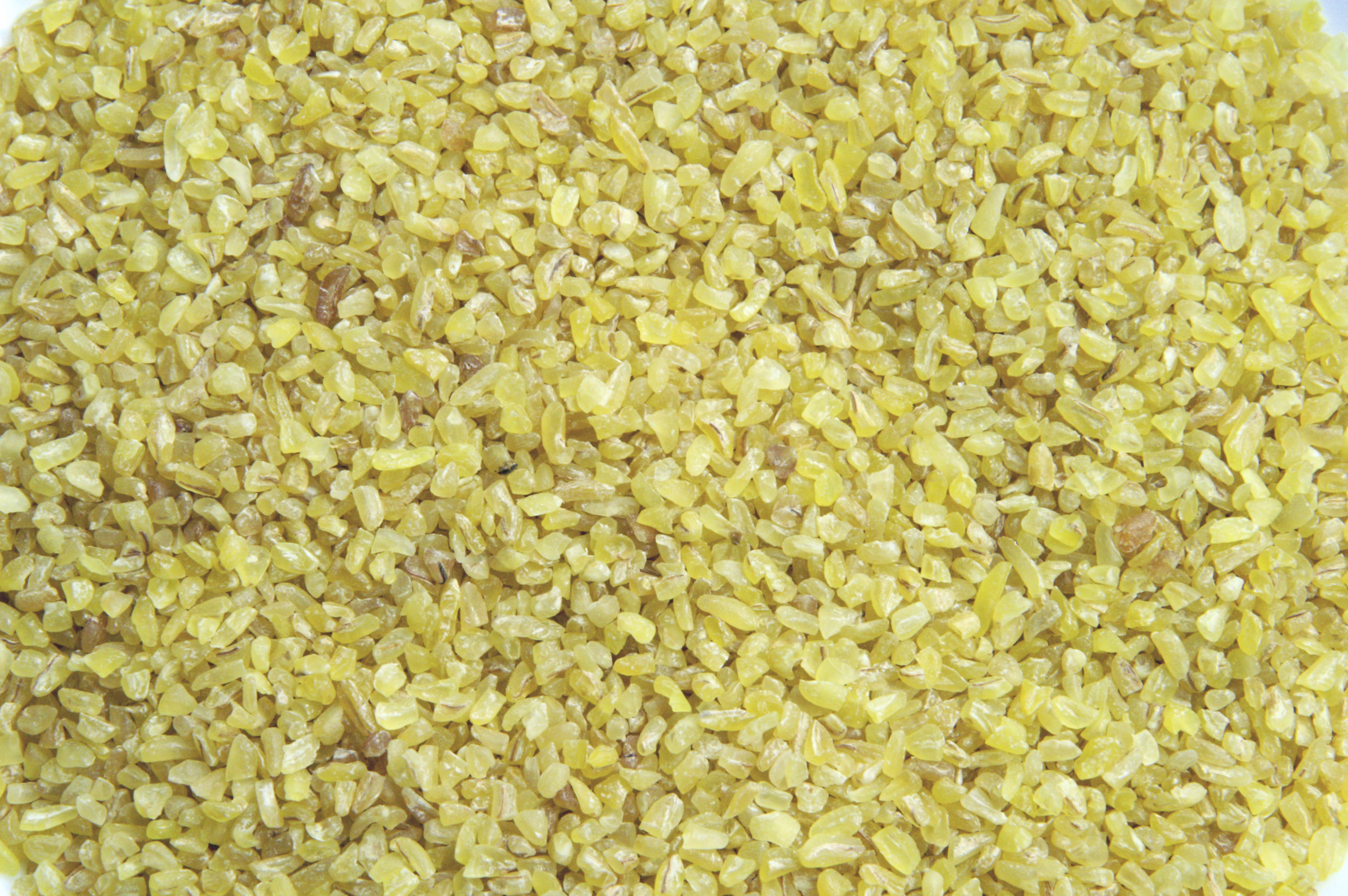
Bulgur, ou triguilho

Triguilho, bulgur ou burghul (em turco "bulgur") é uma preparação feita com trigo (particularmente trigo de sêmola dura, ou durum).
É muito usado na culinária sírio-libanesa e na cozinha mediterrânica, por exemplo, como ingrediente de quibe e tabule.